# Студитский, Фёдор Дмитриевич
Фёдор Дмитриевич Студитский (1814—1893) — русский педагог, публицист, фольклорист.

## Биография
Родился в Грязовце Вологодской губернии, по одним сведениям в 1814 году, по другим 20 ноября (2 декабря) 1815 года.
В 1836 году действительным студентом окончил 1-е (историко-филологическое) отделение философского факультета Санкт-Петербургского университета. Преподаватель словесности в ряде училищ Псковской, Олонецкой (г. Вытегра) губерний, г. Гатчины; в Павловском кадетском корпусе,  Екатерининском, Павловском и Смольном женских институтах и гимназиях.
Также редактировал народную газету «Мирское слово»; высказывался за реальное и профессиональное направление образования в России, за введение в учебные заведения преподавания ручного труда и различных отраслей сельского хозяйства.
Совместно с другом детства Н. И. Иваницким занимался сбором фольклорного и этнографического материала. Фольклорный материал опубликовал в журнале «Отечественные записки», позднее в отдельном издании – «Народные песни Вологодской и Олонецкой губерний», высоко оцененным критиками В. Г. Белинским и П. А. Плетневым, редакторами журналов «Отечественные записки», «Современник», «Библиотека для чтения».
Были напечатаны его работы: 
- «География для детей» (СПб., 1840; с переизданиями)
- «География России» (СПб., 1844)
- «Народные песни Вологодской и Олонецкой губерний» (СПб., 1841; с переизданиями); сборник получил высокую оценку В. Г. Белинского.
- История для детей. История древних народов.- СПб.: Типография Алипанова, 1841.- 84 с.
- «Путешествии вокруг света» (СПб., 1846—1855)
- «Собрание стихотворений и отрывков в прозе для изучения русского языка» (СПб., 1849)

Первый в России Ф. Д. Студитский предложил способ обучения грамоте с помощью подвижных букв:
- «Русская азбука для детей с подвижными буквами» (СПб., 1846)
- «Как учить грамоте по Азбуке для крестьянских детей, или Руководство к обучению грамоте» (СПб., 1864)

Скончался в Новгородской губернии в январе 1893 года.